# استوله یانکویچ
استوله یانکویچ (سیریلیک صربی: Столе Јанковић؛ ۶ آوریل ۱۹۲۵ – ۱۹ آوریل ۱۹۸۷) کارگردان و فیلم‌نامه‌نویس اهل صربستان بود.